# Anthermus nudulus
Anthermus nudulus är en insektsart som först beskrevs av Karsch 1893.  Anthermus nudulus ingår i släktet Anthermus och familjen gräshoppor. Inga underarter finns listade i Catalogue of Life.